# Robert Carlyle
Robert Carlyle, OBE (sinh ngày 14 tháng 4 năm 1961) là một nam diễn viên người Scotland.

## Sự nghiệp
Năm 1996 và 1997, anh xuất hiện trong 2 vai cao cấp nhất trong sự nghiệp của mình cho đến nay: với tư cách là kẻ tâm thần học Francis Begbie trong Trainspotting và Gaz, vai thứ 2 là thủ lĩnh của một nhóm vũ công thoát y nam, trong The Full Monty. Vai thứ hai đã đem về cho Carlyle giải thưởng BAFTA - Nam diễn viên xuất sắc nhất trong vai lãnh đạo. 
Viết về màn trình diễn của Carlyle trong The Full Monty, Andrew Johnston tuyên bố: "Carlyle rất xuất sắc như một kẻ tâm thần man rợ Begbie trong Trainspotting; ở đây, anh ấy chứng minh rằng anh có thể gần như tốt khi được giữ dây xích ngắn. Chúng tôi không biết nhiều về Gaz, nhưng anh ta là nhân vật thú vị nhất trong phim, phần lớn là vì sự ấm áp của Carlyle.
Năm 2009, Carlyle xuất hiện trong 1 quảng cáo dài hạn cho rượu whisky Johnnie Walker, có tựa đề "Người đàn ông đi dạo vòng quanh thế giới". Carlyle đã thể hiện việc đi xuống một con đường và nói chuyện trong sáu phút. Quảng cáo mất hai ngày để quay phim. Giám đốc, Jamie Rafn, sau đó gọi Carlyle là một "thiên tài hoàn toàn".